# Салими, Носирджон Юсуфзода
Носирджон Юсуфзода Салими (тадж. Носирҷон Юсуфзода Салимӣ; 3 декабря 1960, Худжанд) — доктор филологических наук (2002), профессор, академик Академии наук Республики Таджикистан (2008). 

## Биография
Насир Юсупович Салимов родился 3 декабря 1960 года в городе Худжанде. В 1982 году, после окончания историко-филологического факультета Ленинабадского педагогического института, работал лаборантом, стажером-исследователем, а затем аспирантом.
- В 1988—1989 годах — литературный сотрудник журнала «Садои Шарқ» (Голос Востока).
- В 1990—1992 годах — научный сотрудник Института языка и литературы АН Таджикистана.
- С 1992 года на кафедре таджикской литературы Худжандского государственного университета имени академика Бободжона Гафурова, в должности доцента, заведующего кафедрой современной таджикской литературы, директора «Центра цивилизационных исследований сомонийского периода» (1998-1999 гг.), проректор научно-учебного отдела Худжандского государственного университета, академик Бободжон Гафуров (1999-2001).
- В 1999 году стал членом Союза писателей Таджикистана.
- Решением Правительства Республики Таджикистан от 3 июля 2001 года назначен ректором Худжандского государственного университета имени академика Бободжона Гафурова, с 10 января 2010 года ректором Таджикского государственного института языков имени Сотима Улугзода, в 2012 году директором Национальной библиотеки Таджикистана. [2]
- Решением Правительства Республики Таджикистан от 15 декабря 2014 года назначен ректором Государственного педагогического университета Таджикистана имени Садриддина Айни. [3]
- Директор Института языка и литературы имени Рудаки Академии наук Таджикистана (с 5.02.2019 по 25.10.2019) [4]
- Член Центра выборов и референдумов Таджикистана-2020 с 25 октября 2019 года [5].

## Участие в выборах
- В 2002 и 2005 годах избирался представителем Собрания народных депутатов Согдийской области, а в 2010 году — представителем Собрания народных депутатов города Худжанда.
- В марте 2005 года избран депутатом Национального Собрания Верховного Собрания Республики Таджикистан.

## Научная деятельность
В 1990 году защитил кандидатскую, а в 2002 году – докторскую диссертацию. В 2004 году избран членом-корреспондентом Академии наук Республики Таджикистан, а в 2008 году избран академиком Академии наук Республики Таджикистан. В 1991 году как лучший молодой ученый получил грамоту Культуры науки Таджикистана за серию статей, а в 1999 году получил премию «Камоли Худжанди» Правительства Согдийской области за двухтомник «Саманиды в зеркале истории». За свою карьеру монографии:
- Маърифати бадеии таърих. — Хуҷанд, 1997,12 ҷ.ҷ.,
- Мероси Оли Сомон. — Хуҷанд, 2001, 43,6 ҷ.ҷ.,
- Марҳалаҳои услубӣ ва таҳаввули анвоъи наср дар адабиёти классикии форсу тоҷик (асрҳои IX—XIII). — Хуҷанд, 2002, 25 ҷ.ҷ.

Опубликовал более 100 научных статей. В развитии письменных памятников Средневековья, в том числе:
- (Ҳазору як шаб) Тысяча и одна ночь. Тома 1-2. — Душанбе: Адиб», 1992 г.,
- (Сомониён дар оинаи таърих) Саманиды в зеркале истории. Тома 1-2. - Худжанд, 1998 г.,
- «Сафарнома» Насира Хусрава,
- (Тарҷумаи Тафсири Набавӣ) «Перевод комментария Табари» и т.д.

Перевёл:
- Мнение каждого так же важно, как и его смелость. - Душанбе: Ирфан, 1998.
- Рассказы А. П. Чехов. - Душанбе, 1991.

## Награды
- Премия «Камаля Худжанди» Правительства Согдийской области
- Медаль «Астана» Республики Таджикистан.

## Примечание
1. ↑  Аъзои пайвастаи Академияи илмҳои Ҷумҳурии Тоҷикистон. Ҳайати шахсӣ, аз соли 1951. Дата обращения: 19 июля 2015. Архивировано 18 сентября 2017 года.
2. ↑  Маълумотнома доир ба фаъолияти кории Юсуфзода Носирҷон Салимӣ. Дата обращения: 16 июня 2023. Архивировано 16 июня 2023 года.
3. ↑  Қарори Ҳукумати Ҷумҳурии Тоҷикистон аз 15 декабри соли 2014. Дата обращения: 16 июня 2023. Архивировано 16 июня 2023 года.
4. ↑  Қарори Ҳукумати Ҷумҳурии Тоҷикистон аз 5 феврали соли 2019 Дар бораи директори Институти забон ва адабиёти ба номи А. Рӯдакии Академияи илмҳои Ҷумҳурии Тоҷикистон таъйин намудани Салимӣ Н. Ю. Дата обращения: 16 июня 2023. Архивировано 16 июня 2023 года.
5. ↑  Чаро Носирҷон Салимӣ аз вазифаи роҳбари Институти забон ва адабиёт сабукдӯш шуд? Дата обращения: 16 июня 2023. Архивировано 1 ноября 2019 года.